# Florence (Kansas)
Florence é uma cidade localizada no estado americano de Kansas, no Condado de Marion.

## Demografia
Segundo o censo americano de 2000, a sua população era de 671 habitantes.
Em 2006, foi estimada uma população de 637, um decréscimo de 34 (-5.1%).

## Geografia
De acordo com o United States Census Bureau tem uma área de
2,0 km², dos quais 2,0 km² cobertos por terra e 0,0 km² cobertos por água.

## Localidades na vizinhança
O diagrama seguinte representa as localidades num raio de 28 km ao redor de Florence.